# Arenaza (Buenos Aires)
Arenaza es una localidad del Partido de Lincoln, en la provincia de Buenos Aires, Argentina.
Se encuentra a 35 kilómetros de la ciudad de Lincoln por ruta nacional 188 y ruta provincial 68.
En enero del año 1903 fue habilitada la estación ferroviaria "Los Altos", en cuyos alrededores se conformó la localidad. Hasta 1906 el pueblo se llamó Los Altos y el 26 de septiembre de ese año la estación se denominó Arenaza y por ende el pueblo también adoptó el nuevo nombre.
El poblador de la localidad, el ingeniero Osvaldo Mendizábal, creó el famoso queso crema "Mendicrim", muy popular en el país.

## Historia
En el año 1880, los vascos José María y Carmelo Arenaza, adquieren en el reciente partido de Lincoln, tres leguas y media de campo en sociedad con el señor Manuel Solana. En el año 1892, don Manuel Solana vende su parte a los hermanos Arenaza, y en 1897 Carmelo Arenaza, vende su parte a su hermano José María, constituyéndose este como único propietario de estas tierras. Arenaza se instala en esta zona para desarrollar su actividad agropecuaria. Los avances técnicos del siglo XIX, reclamaban una mayor comunicación entre las regiones y las ciudades, lenta por lo general, condicionada en un país como el nuestro, por el tiempo y la distancia, la elección era clara, el ferrocarril un medio de transporte que se imponía aceleradamente en todo el mundo. El ferrocarril empieza a expandirse en Argentina, a mediados de 1893 llega a la ciudad de Lincoln, su avance hacia esta zona se produce a partir de 1902, y es allí cuando José María Arenaza, le otorga al Ferrocarril Oeste de Buenos Aires Limitada, la cantidad de 239.152 metros cuadrados de terreno destinado a la creación de una estación, el 5 de enero de 1903, la compañía ferroviaria inaugura oficialmente la estación LOS ALTOS, nombre tomado porque esta fue ubicada en una zona elevada con respecto a las estaciones anteriores. Este camino de hierro trajo consigo el progreso, las fuentes de consumo, y la colonización, entonces el señor Arenaza decidió encargarle al Ingeniero Carlos Rodríguez de La Torre, trazar un plano de mensura de una colonia compuesta por 36 manzanas aledañas a la estación, y además hace lotear el resto de sus campo. En los primeros meses de 1904 se efectúan las ventas de los terrenos y lotes, los primeros fueron inscriptos en el Registro de Catastro, con fecha del 23 de abril de 1904. José María Arenaza y su esposa Eugenia Sota donaron la manzana correspondiente para la plaza y otra para todos los edificios públicos. 
El nombre se debe a José María Arenaza, quien fue que remató las tierras que dieron origen al pueblo. Hecho por Lautaro potes rivero de chiquito yo te vi actuar .

## Población
Cuenta con 1,328 habitantes (Indec, 2010), lo que representa un leve incremento del 1,3 % frente a los 1,311 habitantes (Indec, 2001) del censo anterior.
| Gráfica de evolución demográfica de Arenaza entre 1991 y 2010 |
|                                                               |
| Fuente: censos nacionales del INDEC                           |

## Detalles urbanos
- La avenida principal es Ingeniero Osvaldo Luis Mendizábal de aproximadamente 800 metros de longitud

## Deportivas y sociales

### Club Local
- Club Deportivo y Social Arenaza. Fundado el 28 de noviembre de 1939. La vestimenta es una casaca a bastones verticales intercalando amarillo y negro.
- Los habitantes de Arenaza que simpatizan por el club local son conocidos como Chaperos.

Museo Histórico Arenaza fundado el 6 de diciembre de 1997, esta institución atesora gran parte de la historia del pueblo.